# Berhida
Berhida – miasto na Węgrzech w komitacie Veszprém w powiecie Várpalota. Liczy 5955 mieszkańców (styczeń 2011).